# Thestor claassensi
Claassen’s Skolly (Thestor claassensi) là một loài bướm ngày thuộc họ Bướm xanh. Nó được tìm thấy ở Nam Phi, ở đó nó is only known from the West Cape on coastal rocky outcrops in fynbos near Stilnaai between Knysna và Cape Town.
Sải cánh dài 27–36 mm đối với con đực và 29–39 mm đối với con cái. Con trưởng thành bay từ tháng 11 đến đầu tháng 12. Có một lức một năm.